# De schoone slaapster in het bosch
De schoone slaapster in het bosch. Sprookje in twee bedrijven en zes tafereelen voor zang en piano is het eerste toneelstuk van de schrijver Louis Couperus.

## Geschiedenis
Couperus (1863-1923) was een groot liefhebber van opera en toneel. In zijn werk komen beide veelvuldig voor. In zijn eerste roman Eline Vere uit 1889 gaat de hoofdpersoon veelvuldig naar de opera en wordt zelfs verliefd op de in de Haagse schouwburg zingende operabariton Fabrice. Couperus heeft vaak geschreven over de opera en het toneel, zowel als schrijver die het incorporeerde in zijn romans als wanneer hij erover schreef in zijn columns. Misschien zijn bekendste operaverhaal is De binocle uit 1920, gesitueerd in de opera van Dresden.
In 1885 raakte hij op de hoogte van plannen voor een kinderoperette. Die zou opgevoerd worden door tientallen kinderen in de Haagse Koninklijke Schouwburg. Samen met Virginie la Chapelle, die de muziek schreef, verzorgde hij: De schoone slaapster in het bosch. Sprookje in twee bedrijven en zes tafereelen voor zang en piano. Ook nichtjes van Couperus, kinderen van zijn zus Catharina Vlielander Hein-Couperus, zouden aan die opvoering, gebaseerd op het verhaal van Doornroosje, hebben deelgenomen.

### Opvoeringen
F. Boulangé meldde aan Couperus-biograaf Frédéric Bastet in 1993: " De Schoone Slaapster in het Bosch (…) werd twee keer door 90 kinderen opgevoerd in de Kon. Schouwburg, nl. op woensdag 20 en 27 oktober 1886. Beide voorstellingen vonden plaats 'ten voordeele van de Kinderbewaarplaatsen, de Naaischool van "Licht, Liefde en Leven" en het Fonds voor hulpbehoevende werksters van “Arbeid adelt” (afd. Den Haag)'. Ze waren georganiseerd door een Comité van 5 dames, onder leiding van Virg. La Chapelle." (Zie: Bastet, 2007.) Een van de toeschouwers zou de latere biograaf van Couperus Henri van Booven zijn geweest, zoals deze zich later herinnerde.
De krant Het nieuws van den dag recenseerde: "In den Haagschen schouwburg is Woensdagavond eene uitmuntend geslaagde weldadigheidsvoorstelling gegeven, bestaande in eene gedramatiseerde bewerking van het bekende sprookje "De schoone slaapster in het bosch", ten voordeele van de drie Haagsche vrouwenvereenigingen: de Kinderbewaarplaatsen, de naaischool van Licht, Liefde, Leven, en "Arbeid Adelt". De voorstelling zelve wekte de belangstelling in hooge mate op, wijl zij geschiedde door een aantal kinderen uit den deftigen stand, in keur van kostbare costumes, welke de uitvoering van dit uit de schitterendste tooneelen bestaande sprookje vereischt. De zes taferelen wedijverden in pracht en fraaiheid van uitmonstering. Voornamelijk het doopmaal, het paleis der goede feeën en de apotheose waren toonbeelden van goeden smaak en blonken uit door frischheid en keur van kleedij en attributen. De kinderen, zoowel als de meer gevorderde jeugd in wier handen de hoofdrollen waren, deden hun leiders en leidsters geen oneer aan. Tekst en zang werden met nauwgezetheid en voorliefde voorgedragen en getuigden van de groote inspanning welke er mede gemoeid moet zijn geweest, om zoodanig een goed en in elkaar passend geheel te verkrijgen.
De eer van het denkbeeld en van de gelukkige uitvoering behoort in de eerste plaats aan eene jonge dame, die met bijzondere zorg alles had voorbereid en door de kinderen had doen instudeeren.
Het groote succes van dezen avond heeft de Commissie aangemoedigd de uitvoering van "het sprookje" binnen eenige dagen te herhalen. Het juiste cijfer der opbrengst is nog niet bekend, doch mag zeker op een vrij aanzienlijk bedrag worden gesteld, dank zij ook de milde beschikkingen van het Dagel. Bestuur, hetwelk tooneel en zaal van den schouwburg kosteloos beschikbaar stelde."

### Tableau vivant
Na de opvoering zou nog een tableau vivant zijn gegeven: "Aan het slot wachtte ons nog een verrassing. Het 6e bedrijf werd gevolgd door een tableau, voorstellende de veranderingen ten goede, die de moderne tijd in de maatschappelijke positie der vrouw heeft gebracht. De goede fee, op een estrade aan den achtergrond geplaatst, stelde met een palmtak in de hand en een gebroken ketting aan de voeten, de overwinning voor van het licht op het vooroordeel, en de gebroken kluisters der kleingeestigheid. Het geheele beeld doelt op de onafhankelijkheid der vrouw, wier hart en gemoed steeds door arbeid, zelfopofferende liefde, trouwe deugd wordt geadeld, maar geenszins, naar wij hopen, op de onafhankelijkheid van de banden door de liefde gesmeed en die zacht zijn te dragen, daar toch de vrouw, die waarlijk haar roeping begrijpt, het zonnetje in het huisgezin moet zijn" (zie: Bastet, 2007).

### Uitgave
De uitgave verscheen bij F.J. Weygand & Co in Den Haag en was niet in de handel. De namen van Couperus of La Chapelle worden niet vermeld op de titelpagina noch in de uitgave. De opdracht in het werk luidt: "Opgedragen aan de kinderen, die deel hebben genomen aan de uitvoeringen van Sneeuwwitje en De Schoone Slaapster in het Bosch".
Hoewel niet gedateerd, ligt het voor de hand te veronderstellen dat de uitgave in het jaar van opvoering, dus 1886, is tot stand gekomen.
Couperus zelf heeft in 1894 zijn uitgever voorgesteld het nog te laten opnemen in een bundeling die later Williswinde zou worden. Dat laatste is uiteindelijk niet gebeurd, en het is voor het eerst herdrukt in de Volledige Werken Louis Couperus in 1996.